# Rocca Borromea di Angera
La Rocca Borromea di Angera sorge nelle prossimità di Angera e domina l'estremità meridionale del Lago Maggiore. Nelle sale storiche della rocca sono presenti affreschi, tele e decorazioni originarie. All'interno della rocca è ospitato il Museo della bambola e del giocattolo.

## Storia

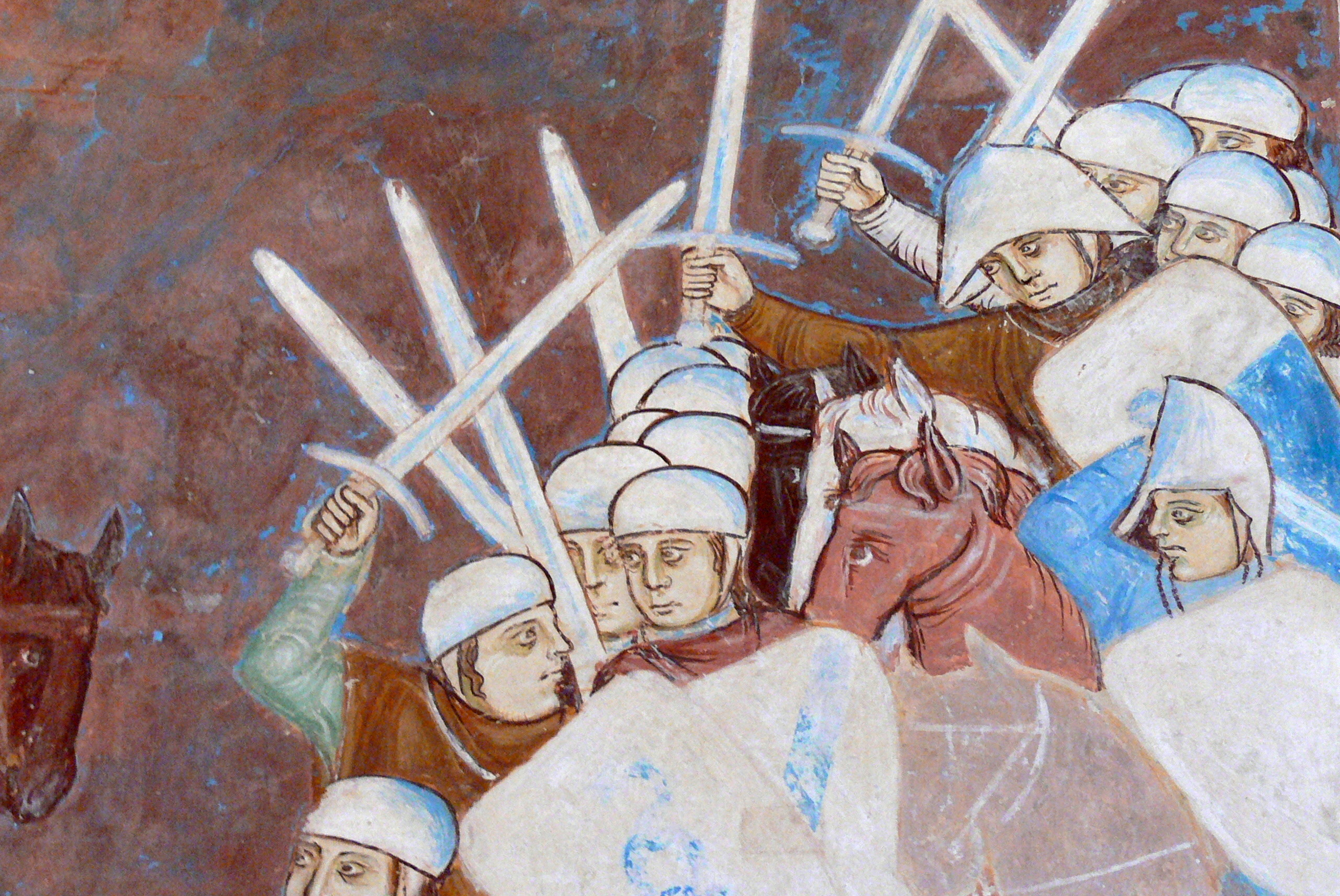
Scene della Battaglia di Desio dipinte dal “Maestro di Angera” nella Sala della Giustizia della rocca e risalenti al periodo del dominio visconteo

Originariamente di proprietà degli arcivescovi di Milano, la rocca comprende una serie di edifici, eretti in tempi diversi tra l'XI e il XVII secolo.
Al nucleo  più antico, di epoca non posteriore al periodo longobardo, appartiene la torre quadrata situata nella porzione ovest della rocca. I primi ampliamenti di questa primitiva struttura vennero intrapresi nei decenni a cavallo tra il Duecento e il Trecento.
Dopo esser stata concessa da Clemente VI alla famiglia di Bernabò Visconti (1350), la rocca divenne definitivamente proprietà dei Borromeo con Vitaliano che con atto firmato il 18 gennaio 1449 ratificò l'acquisto di Angera, della rocca e della sua pieve presso il Consiglio dei Novecento dell'Aurea Repubblica Ambrosiana.
Dopo secoli di sostanziale abbandono, della rocca tornò ad occuparsi l'arcivescovo di Milano, il cardinale Federico Borromeo, il quale nel 1623 venne insignito da re Filippo IV di Spagna del titolo di marchese di Angera; dopo la nomina, fu proprio il porporato ad inviare un proprio perito per suggerire i lavori da eseguire, ma fu in realtà sotto Giulio Cesare III (1593-1672) e sotto Antonio Renato (1632-1686) che si compirono i restauri principali. Molti degli ambienti interni vennero ridecorati ad opera di pittori di rilievo come i fratelli Santagostino, Antonio Busca e Filippo Abbiati.
Nei secoli XX e XXI, la Rocca di Angera si è progressivamente trasformata in un vero e proprio “Centro d'Interpretazione del Medioevo” rivolto agli appassionati, alle famiglie e al pubblico scolastico. Ultimo passo di questo progressivo percorso è stato rappresentato dal progetto sulla realizzazione e sul ripristino dei giardini medievali. Per far questo è stato condotto un meticoloso studio sui codici e sui documenti dell'epoca che hanno portato prima alla realizzazione di una mostra temporanea su tre principali tipologie di giardini, Il Giardino dei Principi, Il Verziere e Il Giardino delle Erbe Piccole, poi alla realizzazione degli stessi nella grande spianata che si affaccia verso il Lago Maggiore. All'esterno della Rocca i maestri giardinieri di casa Borromeo, hanno dunque dato il via alla realizzazione di un progetto che, con la gradualità richiesta da un'iniziativa di questa complessità, ha portato e porterà, anno dopo anno, ad aggiungere e completare quanto descritto da quegli antichi codici. A ridosso dell’antica chiesetta della rocca di Angera hanno già messo radice molte specie arbustive descritte dagli antichi maestri: piante medicamentose accanto ad altre ornamentali, coltivate secondo regole e geometrie precise, tutto per ricreare in terra – come era prescritto un tempo – l'idea del “perduto paradiso”.

## Descrizione

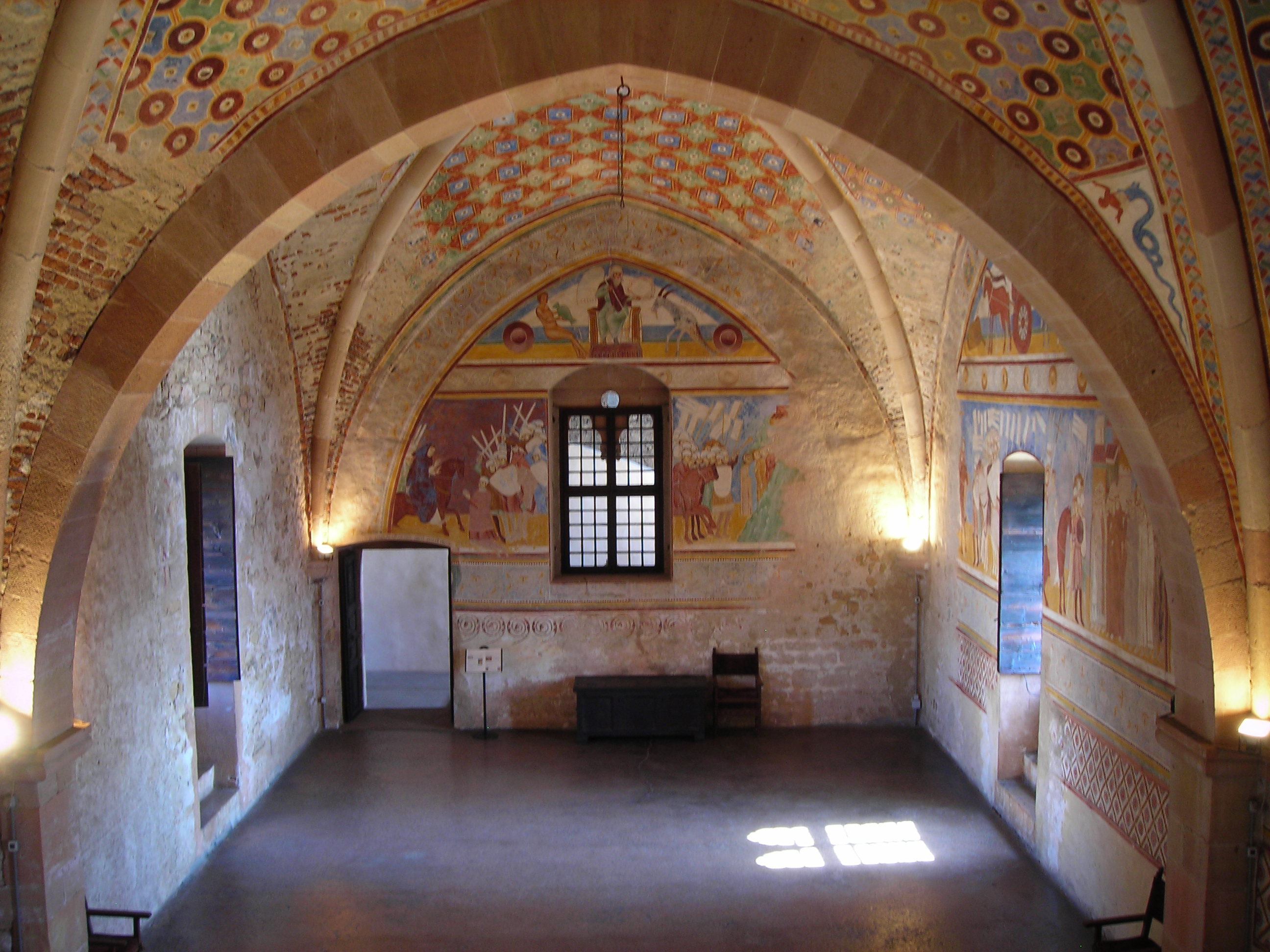
La Sala di Giustizia

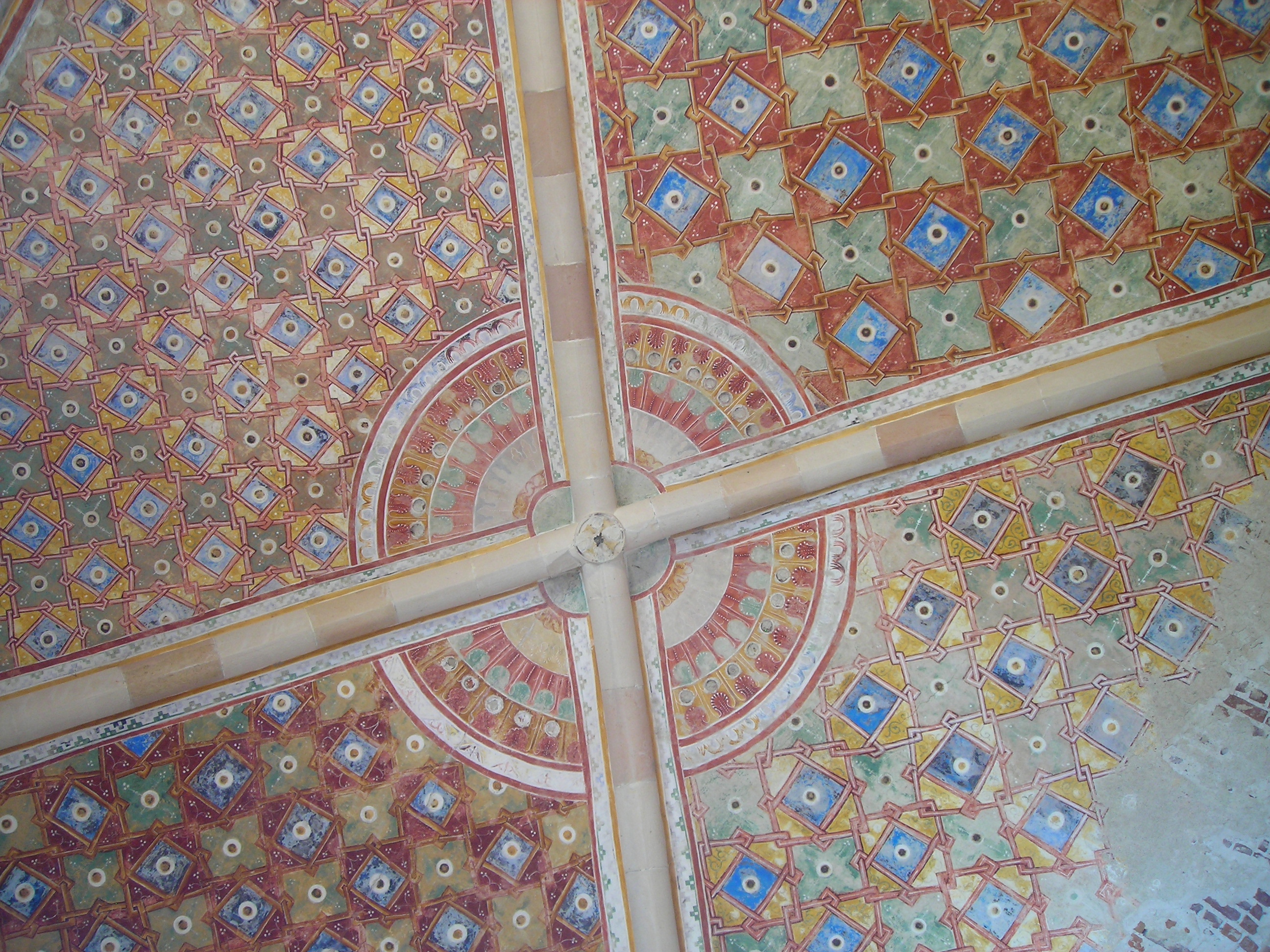
Particolare degli affreschi a decorazione della volta della Sala di Giustizia

La rocca si presenta articolata su cinque corpi di fabbrica di periodi e con funzioni differenti: l'Ala Scaligera, l’Ala Viscontea, la Torre di Giovanni Visconti, l'Ala dei Borromeo.
Nell'edificio si trovano le sale del Buon Romano, della Mitologia, delle Cerimonie, di San Carlo, dei Fasti Borromeo.
La Sala di Giustizia ospita il ciclo di affreschi realizzato nel secolo XIII da un anonimo pittore denominato “Maestro di Angera”. La rappresentazione narra vicende legate alla vita dell'arcivescovo Ottone Visconti e, in particolare, illustra la sua vittoria sui Torriani nella battaglia di Desio nel 1277.
La Sala dei Fasti conserva una serie di affreschi strappati risalenti alla prima metà del XV secolo eseguiti da Michelino da Besozzo e provenienti dal Palazzo Borromeo di Milano che vennero qui collocati nel 1946 a seguito dei bombardamenti che distrussero in buona parte il palazzo cittadino. Essi si presentano ancora oggi come uno degli esempi più significativi di pittura tardogotica a soggetto profano di area lombarda.
La Sala della Mitologia ospita una collezione di maioliche, con oltre trecento pezzi di manifattura olandese, francese, tedesca, italiana, spagnola, persiana e cinese. L'allestimento ripropone l'aspetto della raccolta di Madame Gisèle Brault-Pesché nella casa-museo di Tours.

## Galleria d'immagini

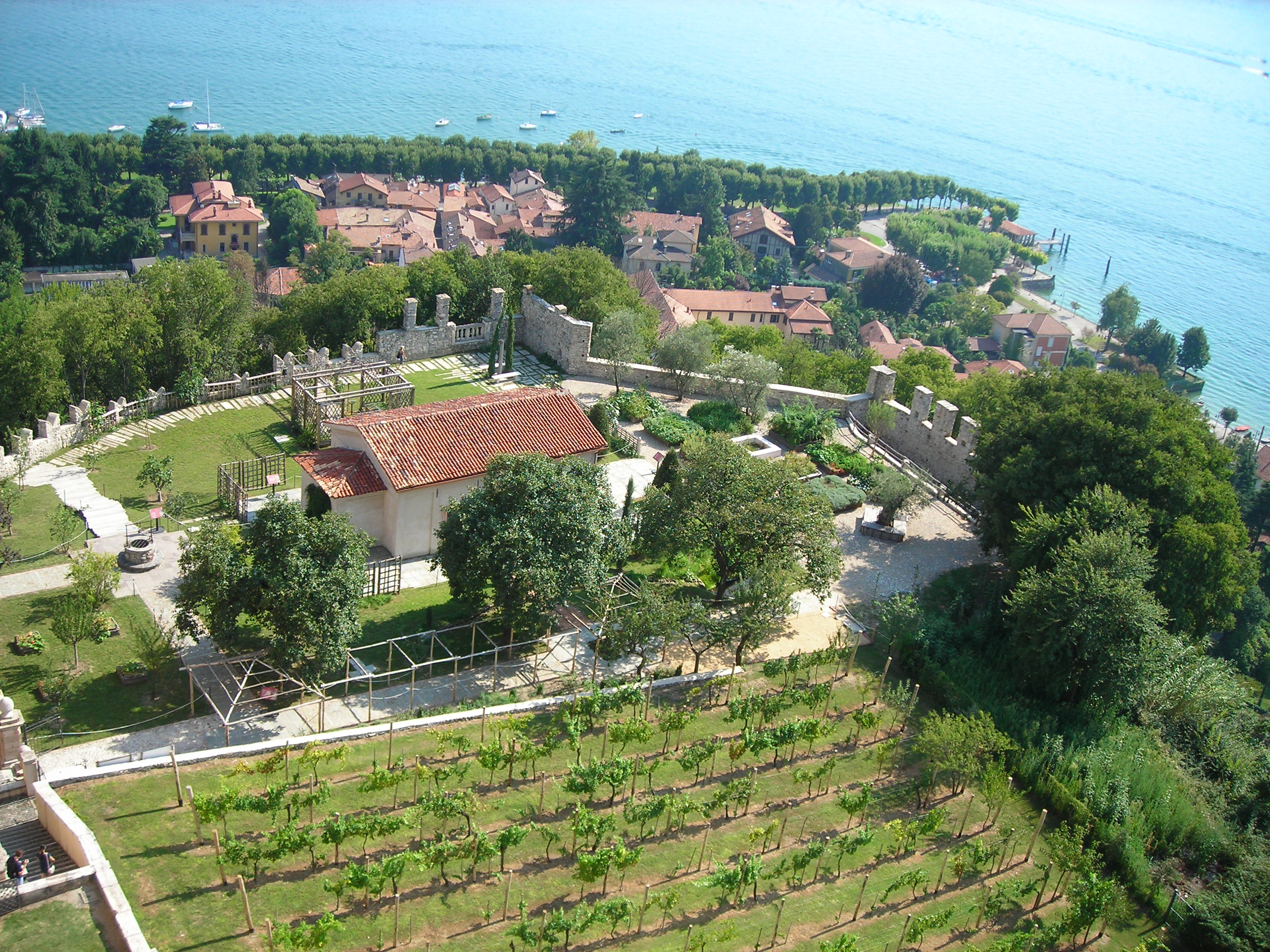
I giardini della Rocca
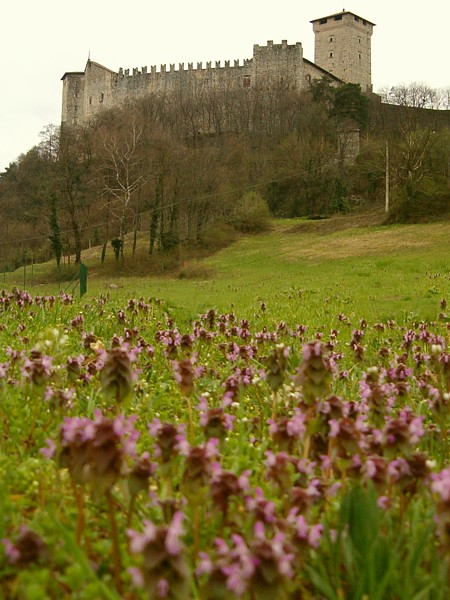
La Rocca Borromeo in primavera
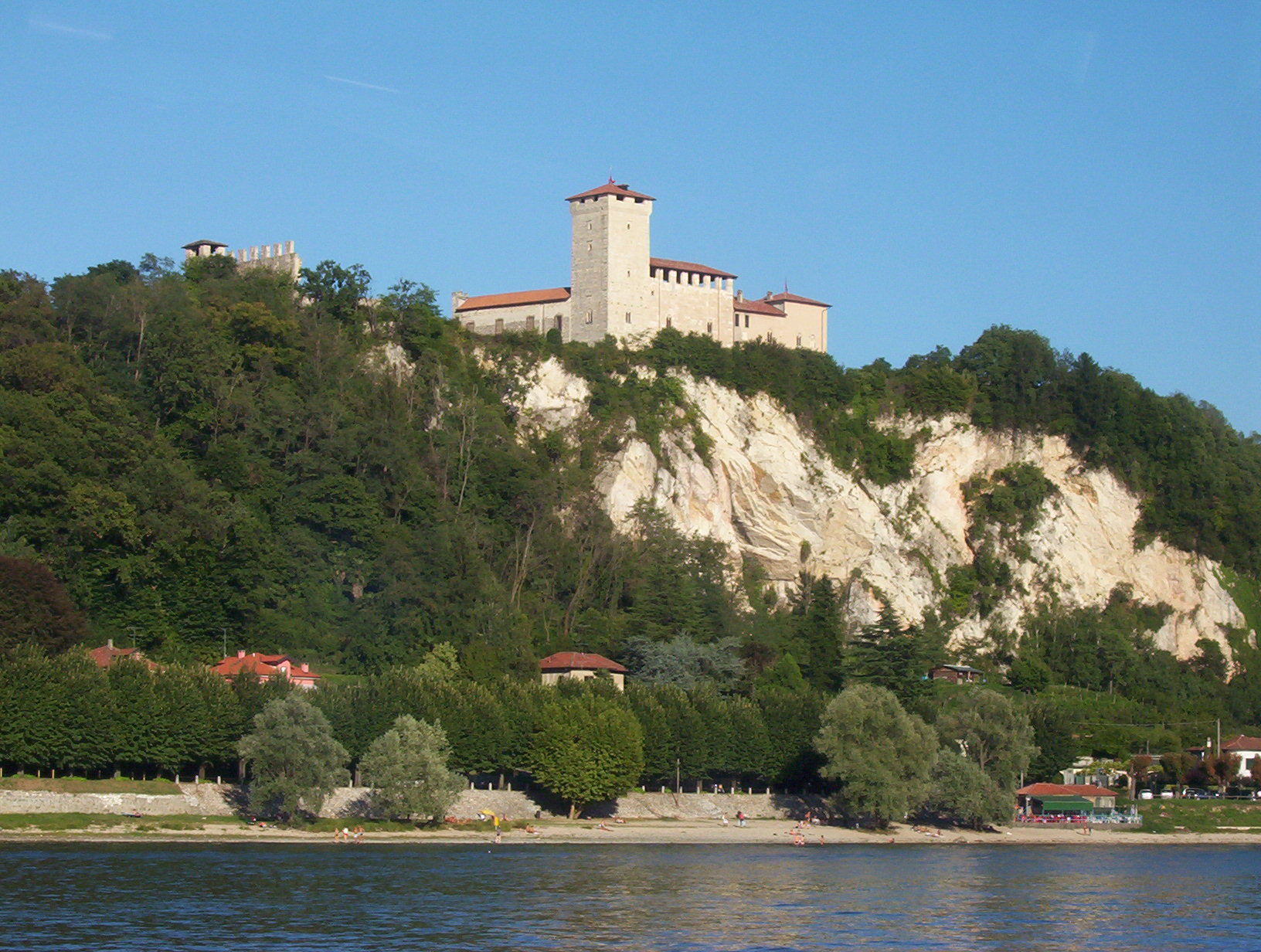
La Rocca Borromeo vista da Arona
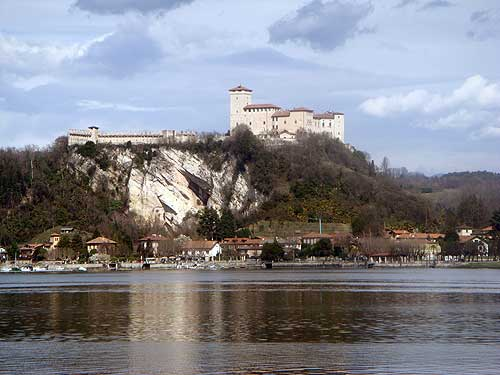
La Rocca Borromeo vista da Arona